# Philadelphia – Az érinthetetlen
A Philadelphia – Az érinthetetlen (eredeti cím: Philadelphia) 1993-ban bemutatott amerikai filmdráma Jonathan Demme rendezésében, Tom Hanks és Denzel Washington főszereplésével.
A film elsődlegesen a homoszexuális emberek negatív megítélését mutatja be, mely rendszerint társadalmi kirekesztettségben nyilvánul meg.

## Cselekmény
A történet középpontjában Andrew Beckett (Tom Hanks) homoszexuális ügyvéd áll. Beckett az évek során baráti kapcsolatba került munkaadóival, ugyanakkor betegségét eltitkolta velük szemben. Mikor egy szarkómás seb jelenik meg a homlokán az AIDS súlyosbodó jeleként, munkaadói számára is nyilvánvalóvá válik a gyógyíthatatlan betegség, aminek következtében elbocsátják az ügyvédet.
Az állását elvesztett Andrew ezt követően bíróság elé kívánja vinni az ügyét, ám ehhez nem talált ügyvédet, ami miatt úgy dönt, önmagát fogja képviselni a tárgyalás során. A könyvtárban – amikor Andrew épp korábbi precedenst keres a homoszexuálisok diszkriminációjára – találkozik Joe Millerrel (Denzel Washington), a híres tévés ügyvéddel. Míg előzőleg visszautasította, hogy Beckett ügyvédje legyen a perben, itt párhuzamot vesz észre aközött, hogy a könyvtárosok, az elvileg a társadalom legműveltebb rétegét képviselő emberek egy külön terembe akarják kitessékelni a beteg ügyvédet, és aközött, hogy őt magát gyanakodva vizslatják a fekete bőre miatt. Ezért úgy dönt, mégis segít Beckettnek és az ügyvédje lesz a per során.
A cselekmény ezt követően főként a tárgyalóteremben játszódik, ahol több megható jelenetnek is a szemtanúi lehetünk. Joe Miller nagyszerű tevékenységének köszönhetően sikerül meggyőzni az esküdtszék tagjainak jelentős részét az elbocsátás törvénytelenségéről, így Andrew családja magas összegű kártérítésben részesülhet. A történetet azonban Andrew Beckett halála teszi igazán érzelemdússá és megrázóvá.
Érdekesség a történet során Joe Miller melegekről formált véleményének megváltozása, illetve a tárgyaláson tanúsított elszántsága. A film állásfoglalásra "kényszeríti" a nézőket a melegek ügyét illetően. Elsősorban azáltal, hogy a film során számtalan stílusú és foglalkozású ember nyilvánítja ki a véleményét Andrew-ról és ezáltal a homoszexuális emberekről.

## Szereplők
| Szerep          | Színész           | Magyar hang    |
| --------------- | ----------------- | -------------- |
| Andrew Beckett  | Tom Hanks         | Forgács Péter  |
| Joe Miller      | Denzel Washington | Jakab Csaba    |
| Charles Wheeler | Jason Robards     | Rajhona Ádám   |
| Belinda Conine  | Mary Steenburgen  | Csere Ágnes    |
| Miguel Álvarez  | Antonio Banderas  | Kassai Károly  |
| Sarah Beckett   | Joanne Woodward   | Fodor Zsóka    |
| Garnett bíró    | Charles Napier    | Uri István     |
| Tate bírónő     | Roberta Maxwell   | Bessenyei Emma |
| Crutches        | Buzz Kilman       | N/A            |
| Dr. Gillman     | Karen Finley      | N/A            |
| Jamey Collins   | Bradley Whitford  | N/A            |

## Jelentősebb díjak és jelölések
| Díj                    | Kategória                     | Jelöltek                       | Eredmény |
| ---------------------- | ----------------------------- | ------------------------------ | -------- |
| 66. Oscar-gála.        | legjobb férfi főszereplő      | Tom Hanks                      | Elnyerte |
| 66. Oscar-gála.        | legjobb eredeti dal           | Bruce Springsteen              | Elnyerte |
| 66. Oscar-gála.        | legjobb smink                 | Carl Fullerton, Alan D'Angerio | Jelölve  |
| 66. Oscar-gála.        | legjobb eredeti dal           | Neil Young                     | Jelölve  |
| 66. Oscar-gála.        | legjobb eredeti forgatókönyv  | Ron Nyswaner                   | Jelölve  |
| 51. Golden Globe-gála. | Legjobb férfi színész (dráma) | Tom Hanks                      | Elnyerte |
| 51. Golden Globe-gála. | Legjobb eredeti film betétdal | Bruce Springsteen              | Elnyerte |
| 51. Golden Globe-gála. | Legjobb forgatókönyv          | Ron Nyswaner                   | Jelölve  |
| 47. BAFTA-gála.        | legjobb eredeti forgatókönyv  | Ron Nyswaner                   | Jelölve  |

Jonathan Demme filmje összesen 13 jelölést gyűjtött be, és 12 kategóriában győzni is tudott.